# Marie van Oss
Marie van Oss (geboren um 1430; gestorben 10. September 1507 in Dendermonde) war eine niederländische Abtissin und Chronistin.

## Leben
Marie van Oss war mütterlicherseits eine Cousine des Kartäusers Willem Apsel oder Absel van Breda (gest. 1471). Einige seiner Werke widmete er der Tochter seiner Schwester, Marie van Oss, Äbtissin der Birgittinnen in Dendermonde. Weitere Informationen über die Herkunft von Marie van Oss liegen nicht vor.
Marie van Oss trat 1447 in das Birgittenkloster Mariënwater oder Koudewater in Rosmalen ein. Mit einer weiteren Schwester vertrat sie den Vorstand des Mariënwater bei der Klosterweihe des Klosters Marienforst in Godesberg im Jahr 1464. Zwei Jahre später, 1466, wurde Marie van Oss als Oberin nach Maria Troon geschickt, dem neuen Doppelkloster des Ordens in Dendermonde. Dort wurde sie 1471 zur ersten Äbtissin von Maria Troon ernannt. Dies blieb sie bis zu ihrem Tod am 10. September 1507. Unter der Führung von Marie van Oss wurde Maria Troon zu einem wohlhabenden Kloster mit einem florierenden Skriptorium. Durch den Austausch von Handschriften mit anderen Klöstern wie Maria Paradiso in Florenz, Marienwohlde in Mölln, Syon Abbey in England und dem Mutterkloster in Vadstena, gelang es ihr auch, die Bibliothek von Maria Troost zu erweitern.
Nach dem Vorbild von Margaretha Nicolai Claesdochter, Äbtissin des schwedischen Mutterklosters Vadstena, arbeitete Marie van Oss von Dezember 1501 bis Mai 1503 an einer Klosterchronik, die als „Chronik der Marie van Oss“ bekannt wurde. Sie beginnt ihre Arbeit mit dem Leben der Heiligen Birgitta von Schweden (ca. 1303–1373) und ihrer Tochter Katharina. Anschließend erzählt sie die Gründungsgeschichten der 23 Klöster des Birgittenordens. Am ausführlichsten geht sie auf die Geschichte von Maria Troon ein. In ihrer Chronik schildert sie humorvoll, wie die Schwestern sich bei ihrer Ankunft in Maria Troon – im Winter 1466 – gegenseitig durch den kniehohen Schlamm halfen und wie sie sich in dem Gebäude, das damals nur aus einem Flur und zwei Räumen bestand, wenigstens nicht verlaufen konnten.
Marie van Oss beschreibt mit Bitterkeit die schwierigen Anfangsjahre, in denen Maria Troon mit Rückschlägen und Armut zu kämpfen hatte. Sie berichtet auch, dass Isabel de Portugal (1397–1471) nur zehn Livres zum Bau des Klosters beitrug, aber dennoch den Titel der Gründerin beanspruchte. Ende des 20. Jahrhunderts stieß Elke Strang bei ihren Recherchen zum Kloster Marienforst „durch Zufall“ im Kölner Stadtarchiv auf die lange verschollene Chronik der Marie van Oss. Es war bekannt, dass die Chronik im 17. Jahrhundert aus Maria Troon verschwunden war. Irgendwie gelangte die Chronik in das Kloster Marienbaum, wo Paulus Holstein sie für seine Historia Arboris Marianae in Clivia verwendete. Die Chronik wurde wahrscheinlich nie zurückgegeben. Nach der Schließung Marienbaums im Jahr 1802 gelangte die Handschrift durch Erbschaft oder Kauf in das Kölner Stadtarchiv. Im Jahr 2002 gab Ulla Sanders-Olsen die Gesamtausgabe heraus.